# Strix rufipes

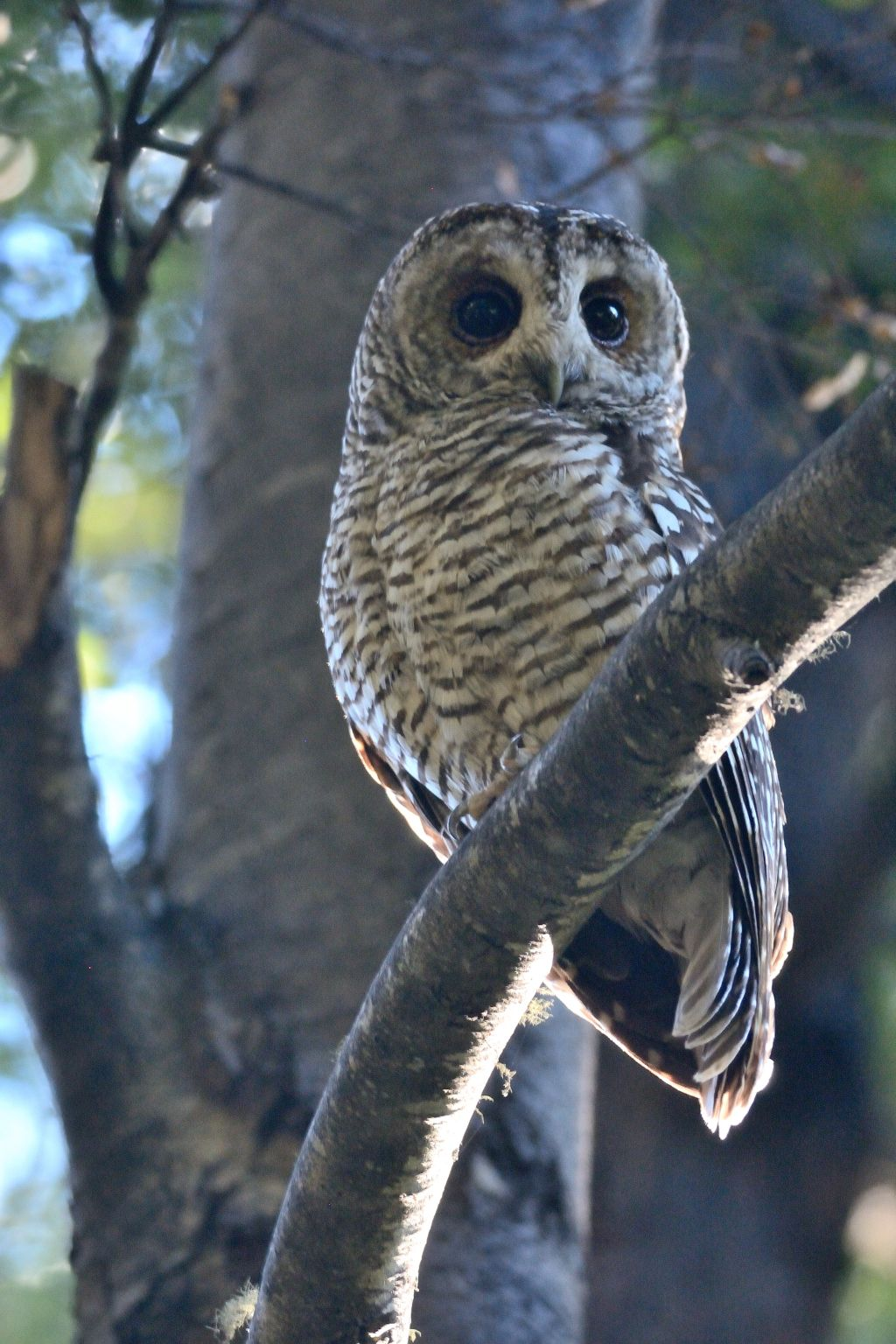
Adulto en Bosque del Valle las Trancas, Ñuble, Chile

El búho concón, concón, coo, lechuza bataraz austral, lechuza bataraz o cárabo bataraz (Strix rufipes) es un ave rapaz del orden de las estrigiformes común en bosques templados en Chile y Argentina. Los adultos alcanzan un largo de 38 cm. Su dieta se basa principalmente en roedores, incluyendo lagartijas e insectos.

## Distribución
En Chile habita entre Santiago a Tierra del Fuego. En Argentina se han encontrado en las provincias de Chubut, Neuquén, Río Negro, Salta, Santa Cruz y Tierra del Fuego.

## Referencias

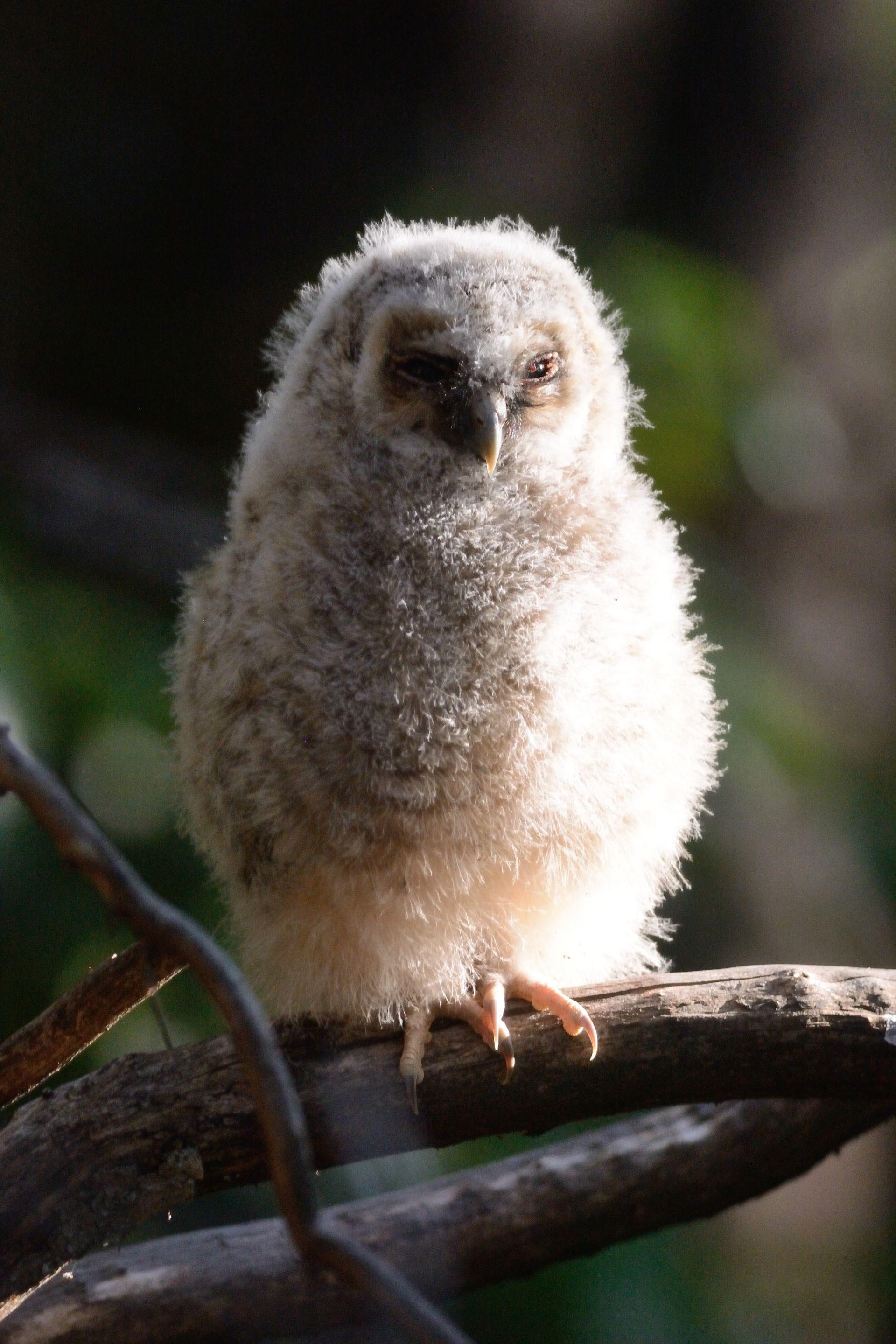
Polluelo en bosque Valle las Trancas, Ñuble, Chile